# Grelinski receptor
Grelinski receptor, takođe poznat kao GHSR i receptor za oslobađanje hormona rasta, je G protein-spregnuti receptor koji vezuje grelin kao endogeni ligand. Aktivacija ovog receptora dovodi do sekrecije hormona rasta. GHSR učestvuje u energetskoj homeostazi i regulaciji telesne težine.

## Funkcija
Grelin je biohemijski faktor koji reguliše apetit. Njega izlučuju periferni organi. On učestvuje u regulaciji energetske homoeostaze putem vezivanja za receptor za oslobađanje hormona rasta. Posledica aktivacije ovog receptora je sekrecija hormona rasta od strane hipofize. Signalni put koji je aktiviran vezivanjem grelina za hormon rasta oslobađajući receptor, GHSR1a, reguliše aktivaciju nizvodne mitogenom-aktivirane proteinske kinaze, Akt, azot monoksid sintaze, i AMPK kaskade u različitim ćelijskim sistemima.
Jedna od važnih GHSR1a osobina je konstitutivna aktivnost, posedovanje bazalne aktivnosti u odsustvu agonista, što dovodi do visokog stepena internalizacije receptora, kao i signalne aktivnosti. Inverzni agonisti grelinskog receptora mogu da budu od posebnog interesa za lečenje gojaznosti. Smatra se da konstitutivna aktivnost proizvodi tonski signal koji je neophodan za razvoj normalne visine, verovatno kroz efekat na GH osi.

## Selektivni ligandi
Mnogobrojni selektivni ligandi GHSR receptora su dostupni. Oni su u razvoju za više oblika kliničke primene. GHSR agonisti imaju apetit-stimulišuće i faktor-rasta oslobađajuće efekte. Smatra se da će oni biti korisni za lečenje propadanja mišića i iznemoglosti kod starostnih i degenerativnih oboljenja. S druge strane, GHSR antagonisti imaju anoreksične efekte i očekuje se da će naći primenu u lečenju gojaznosti.

### Agonisti
- Kapromorelin
- Heksarelin
- Ipamorelin
- Tabimorelin

### Antagonisti
- A-778,193

## Literatura
1. ↑  Davenport AP, Bonner TI, Foord SM, Harmar AJ, Neubig RR, Pin JP, Spedding M, Kojima M, Kangawa K (2005). „International Union of Pharmacology. LVI. Ghrelin receptor nomenclature, distribution, and function”. Pharmacol. Rev. 57 (4): 541—6. PMID 16382107. doi:10.1124/pr.57.4.1.
2. 1 2 3  Pazos Y, Casanueva FF, Camiña JP (2007). „Basic aspects of ghrelin action”. Vitam. Horm. 77: 89—119. PMID 17983854. doi:10.1016/S0083-6729(06)77005-4.
3. ↑  Wren AM; Small CJ; Ward HL;  . (2000). „The novel hypothalamic peptide ghrelin stimulates food intake and growth hormone secretion”. Endocrinology. 141 (11): 4325—8. PMID 11089570. doi:10.1210/en.141.11.4325.
4. ↑  Holst B, Cygankiewicz A, Jensen TH, Ankersen M, Schwartz TW (2003). „High constitutive signaling of the ghrelin receptor--identification of a potent inverse agonist”. Mol. Endocrinol. 17 (11): 2201—10. PMID 12907757. doi:10.1210/me.2003-0069.
5. ↑  Pantel J, Legendre M, Cabrol S, Hilal L, Hajaji Y, Morisset S, Nivot S, Vie-Luton MP, Grouselle D, de Kerdanet M, Kadiri A, Epelbaum J, Le Bouc Y, Amselem S (2006). „Loss of constitutive activity of the growth hormone secretagogue receptor in familial short stature”. J Clin Invest. 116 (3): 760—8. PMC 1386106 . PMID 16511605. doi:10.1172/JCI25303.

## Dodatna literatura
- Smith RG; Leonard R; Bailey AR;  . (2001). „Growth hormone secretagogue receptor family members and ligands.”. Endocrine. 14 (1): 9—14. PMID 11322507. doi:10.1385/ENDO:14:1:009.
- Petersenn S (2003). „Structure and regulation of the growth hormone secretagogue receptor.”. Minerva Endocrinol. 27 (4): 243—56. PMID 12511847.
- Holst B, Schwartz TW (2006). „Ghrelin receptor mutations--too little height and too much hunger.”. J. Clin. Invest. 116 (3): 637—41. PMC 1386123 . PMID 16511600. doi:10.1172/JCI27999.
- Nogueiras R, Perez-Tilve D, Wortley KE, Tschöp M (2006). „Growth hormone secretagogue (ghrelin-) receptors--a complex drug target for the regulation of body weight.”. CNS & neurological disorders drug targets. 5 (3): 335—43. PMID 16787234. doi:10.2174/187152706777452227.
- Engbaek K (1978). „[Giardia lamblia and other intestinal parasites in children in day-institutions. Incidence and significance]”. Ugeskr. Laeg. 140 (1): 14—7. PMID 601898.
- Howard AD; Feighner SD; Cully DF;  . (1996). „A receptor in pituitary and hypothalamus that functions in growth hormone release.”. Science. 273 (5277): 974—7. PMID 8688086. doi:10.1126/science.273.5277.974.
- McKee KK; Palyha OC; Feighner SD;  . (1997). „Molecular analysis of rat pituitary and hypothalamic growth hormone secretagogue receptors.”. Mol. Endocrinol. 11 (4): 415—23. PMID 9092793. doi:10.1210/me.11.4.415.
- Kaji H; Tai S; Okimura Y;  . (1999). „Cloning and characterization of the 5'-flanking region of the human growth hormone secretagogue receptor gene.”. J. Biol. Chem. 273 (51): 33885—8. PMID 9852035. doi:10.1074/jbc.273.51.33885.
- Kojima M; Hosoda H; Date Y;  . (2000). „Ghrelin is a growth-hormone-releasing acylated peptide from stomach.”. Nature. 402 (6762): 656—60. PMID 10604470. doi:10.1038/45230.
- Deghenghi R, Papotti M, Ghigo E, Muccioli G (2001). „Cortistatin, but not somatostatin, binds to growth hormone secretagogue (GHS) receptors of human pituitary gland.”. J. Endocrinol. Invest. 24 (1): RC1—3. PMID 11227737.
- Tannenbaum GS, Bowers CY (2001). „Interactions of growth hormone secretagogues and growth hormone-releasing hormone/somatostatin.”. Endocrine. 14 (1): 21—7. PMID 11322498. doi:10.1385/ENDO:14:1:021.
- Petersenn S; Rasch AC; Penshorn M;  . (2001). „Genomic structure and transcriptional regulation of the human growth hormone secretagogue receptor.”. Endocrinology. 142 (6): 2649—59. PMID 11356716. doi:10.1210/en.142.6.2649.
- Shuto Y; Shibasaki T; Otagiri A;  . (2002). „Hypothalamic growth hormone secretagogue receptor regulates growth hormone secretion, feeding, and adiposity.”. J. Clin. Invest. 109 (11): 1429—36. PMC 150991 . PMID 12045256. doi:10.1172/JCI13300.
- Strausberg RL; Feingold EA; Grouse LH;  . (2003). „Generation and initial analysis of more than 15,000 full-length human and mouse cDNA sequences.”. Proc. Natl. Acad. Sci. U.S.A. 99 (26): 16899—903. PMC 139241 . PMID 12477932. doi:10.1073/pnas.242603899.
- Gaytan F; Barreiro ML; Chopin LK;  . (2003). „Immunolocalization of ghrelin and its functional receptor, the type 1a growth hormone secretagogue receptor, in the cyclic human ovary.”. J. Clin. Endocrinol. Metab. 88 (2): 879—87. PMID 12574228. doi:10.1210/jc.2002-021196.
- Dass NB; Munonyara M; Bassil AK;  . (2003). „Growth hormone secretagogue receptors in rat and human gastrointestinal tract and the effects of ghrelin.”. Neuroscience. 120 (2): 443—53. PMID 12890514. doi:10.1016/S0306-4522(03)00327-0.
- Lall S; Balthasar N; Carmignac D;  . (2004). „Physiological studies of transgenic mice overexpressing growth hormone (GH) secretagogue receptor 1A in GH-releasing hormone neurons.”. Endocrinology. 145 (4): 1602—11. PMID 14701677. doi:10.1210/en.2003-1509.
- Wang HJ; Geller F; Dempfle A;  . (2004). „Ghrelin receptor gene: identification of several sequence variants in extremely obese children and adolescents, healthy normal-weight and underweight students, and children with short normal stature.”. J. Clin. Endocrinol. Metab. 89 (1): 157—62. PMID 14715843. doi:10.1210/jc.2003-031395.

## Spoljašnje veze
- „Ghrelin Receptor”. IUPHAR Database of Receptors and Ion Channels. International Union of Basic and Clinical Pharmacology. Архивирано из оригинала 11. 07. 2015. г.
- growth+hormone+secretagogue+receptor на 
- Grelin Архивирано на веб-сајту  (12. мај 2008)